# Васильєв Василь Васильович (живописець)
Васи́ль Васи́льович Васи́льєв (рос. Василий Васильевич Васильев; 1828 — 12(24) травня 1894, Санкт-Петербург) — російський живописець. Академік візантійського живопису Петербурзької академії мистецтв.

## Творчість

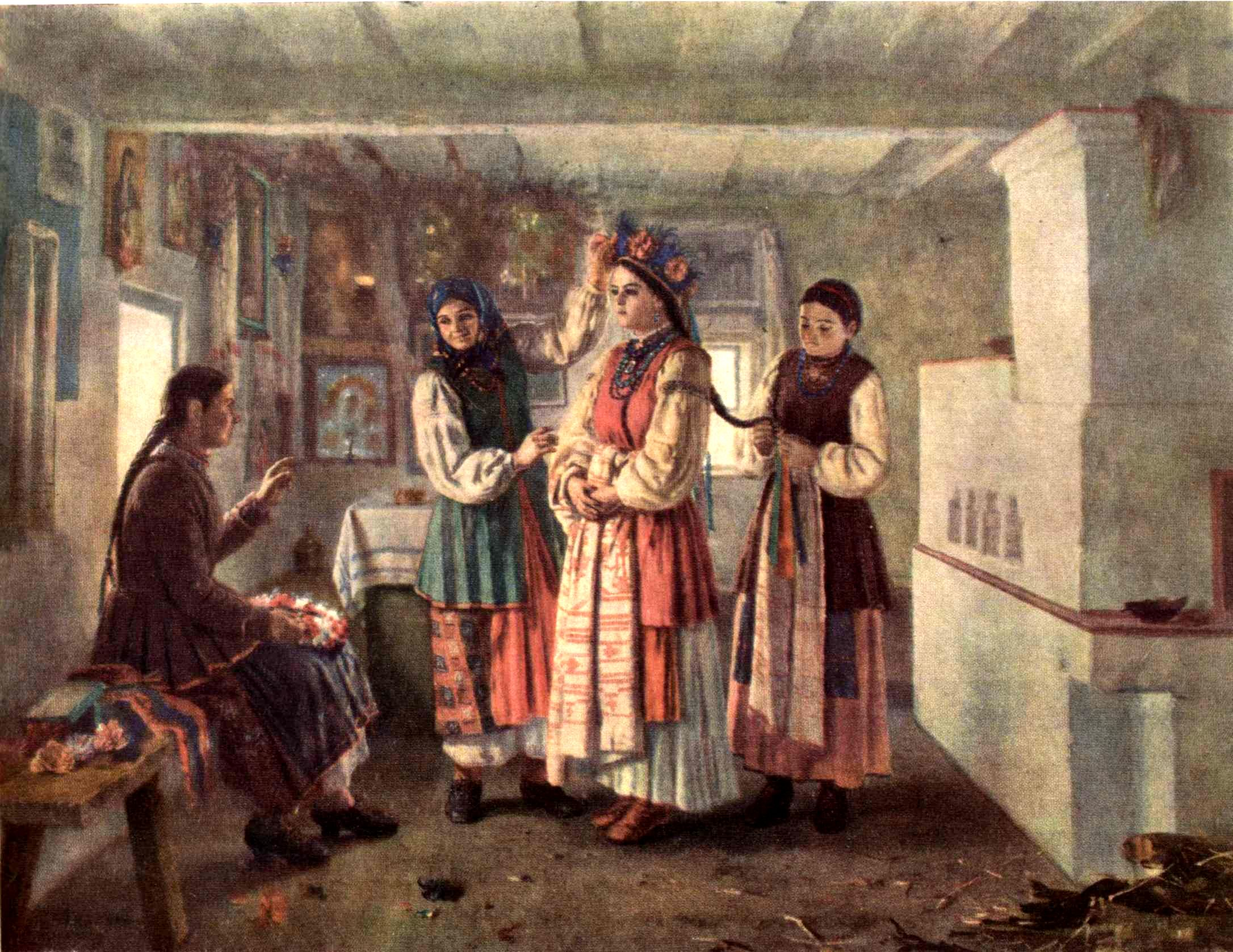
Васильєв «Вбирання молодої»

Виконав художню обробку собору в губернському місті Кельцях (нині у складі Польщі) і багатьох православних храмів в інших містах. 1877 року олійними фарбами на полотні написав ікони для церкви святого Георгія в Кам'янці-Подільському .